# Lincoln Motion Picture Company
Lincoln Motion Picture Company foi uma companhia cinematográfica fundada por Noble Johnson e seu irmão George Johnson em 1916, e que encerrou suas atividades em 1921, tendo produzido 5 filmes.

## Histórico
A Lincoln Motion foi fundada por Noble Johnson e seu irmão George Johnson (um empregado dos correios em Omaha) com a finalidade de produzir os “race film”, filmes feitos para o público afro-americano, um estilo alternativo que foi por longo tempo ignorado pela indústria cinematográfica comum. Estabelecida em Omaha, Nebraska, a empresa mudou-se para Los Angeles no ano seguinte. A Lincoln Motion foi uma empresa toda de negros e foi a primeira a produzir filmes retratando os negros como pessoas reais em vez de caricaturas racistas. Johnson, que tanto era o presidente da empresa quanto seu principal ator, ajudava a sustentar o estúdio atuando em produções de outras companhias, como por exemplo em 20,000 Leagues Under the Sea (1916), e foi seu presidente até 1920, quando ele relutantemente renunciou ao cargo, pois não poderia continuar sua vida de negócio duplo, mantendo tanto uma carreira exigente em filmes de Hollywood, quanto um estúdio.
Sua primeira produção foi The Realization of a Negro's Ambition (1916), um drama. O segundo foi A Trooper of Troop K (1917), que apresentou um massacre de tropas negras na Army's 10th Cavalry durante a operação americana contra bandidos mexicanos e revolucionários em 1916. Embora os irmãos Johnson quisessem alcançar um público mais amplo, seus filmes eram apresentados principalmente em locais especiais, igrejas e escolas, e nos poucos teatros “coloridas”. Por volta de 1920, a companhia de Lincoln tinha completado cinco filmes, mas provou ser uma operação de pequenos negócios.
Noble Johnson renunciou a sua posição na empresa, assinando um contrato com a Universal Pictures e Dr. James T. Smith assumiu a presidência. A Lincoln aceitou uma oferta para apoio financeiro de um investidor branco, P. H. Updike, em Los Angeles, e George Johnson supervisionou o marketing e a promoção do que seria o projeto mais ambicioso da empresa, By Right of Birth, iniciado em outubro de 1921. O roteiro foi escrito por Dora Mitchell, baseado em uma história de George Johnson. Updike, porém, tinha dúvidas sobre o filme como uma proposta de lucro.
Johnson alugou o Trinity Auditorium (atualmente Embassy Auditorium), no Embassy Hotel, no centro de Los Angeles, para as noites de 22 e 23 de junho de 1921. Johnson dividiu a casa em dez seções e colocou dez das meninas mais bonitas para vender ingressos. Em duas semanas as mulheres conseguiram vender as duas apresentações. O caso foi um sucesso, mas o esforço foi pouco para melhorar as perspectivas comerciais globais para o filme. Sem um público mais vasto, a empresa cinematográfica estava condenada ao fracasso e " By Right of Birth" provou para ser o canto do cisne da companhia, que encerrou suas atividades em 1921.
Na verdade, permaneceu em operação até 1923, fechando, porém, logo depois de anunciar um projeto final, The Heart of a Negro.

## Produção
- By Right of Birth (1921)
- A Man's Duty (1919)
- A Trooper of Troop K (1917)
- The Law of Nature (1917)
- The Realization of a Negro's Ambition (1916)